# نوگاکو
نوگاکو (به ژاپنی: 能楽 Nōgaku) از سبک‌های سنتی تئاتر ژاپن است. نوگاکو از مجموعه‌ای از نو (تئاتر) و تئاتر طنز «کیوگن» (Kyōgen 狂言) تشکیل شده‌است. به‌طور سنتی، هر دو نوع تئاتر با هم اجرا می‌شوند، در طول یک روز از اجراها کیوگن بین قطعات نو قرار می‌گیرد.
نوگاکو بر بونراکو یا تئاتر عروسکی ژاپنی و همچنین کابوکی تأثیر گذاشته‌است.